# Ì
Ì – litera występująca w języku włoskim, jednak nie umieszczana w jego alfabecie.
Używa jej się tylko w wyrazach, w których akcent pada na inną sylabę niż zwykle (a zwykle jest to przedostatnia sylaba). Występuje m.in. w wyrazach jak: tassì (taksówka), mìstico (mistyczny), sì (tak), spìrito (duch).